# Esperimento di Luria-Delbrück

(A) Se i batteri resistenti, indicati in rosso (in alto), diventassero tali a causa del contatto con il fago, il loro numero dovrebbe essere più o meno lo stesso in tutte le colture batteriche confrontabili. (B) Se i batteri resistenti sono mutanti che derivano da mutazioni spontanee verificatesi durante la loro crescita, ogni coltura avrà un numero altamente variabile di mutanti

L'esperimento di Luria-Delbrück (denominato anche test di fluttuazione) è un esperimento ideato da Salvador Luria e condotto insieme a Max Delbrück nel 1943, che dimostra che nei batteri le mutazioni genetiche si verificano spontaneamente in assenza di selezione, piuttosto che essere una risposta alla selezione.

## Esecuzione dell'esperimento
Luria e Delbrück inocularono un piccolo numero di batteri in tubi di coltura separati. Dopo un periodo di crescita, mescolarono ogni coltura con virus capaci di infettare i batteri detti fagi, ciascuna su una piastra diversa. Se la resistenza ai virus fosse causata da un'attivazione spontanea nei batteri in seguito al contatto con i fagi, vale a dire, se la resistenza non fosse causata da componenti genetiche ed ereditabili, ogni piastra avrebbe dovuto contenere all'incirca lo stesso numero di colonie resistenti. Se invece il virus selezionava batteri già resistenti, la distribuzione degli individui sopravvissuti all'infezione sarebbe dovuto risultare diseguale, con valori "fluttuanti" da una coltura all'altra.
I risultati confermarono la seconda ipotesi. Luria e Delbrück  proposero che questo risultato potesse essere spiegato con la presenza di un tasso costante di mutazioni casuali in ogni generazione di batteri che si riproducono nei tubi di coltura iniziale. Basato su queste assunzioni, Delbrück elaborò una teoria matematica che fornisse un metodo per calcolare il "tasso di mutazione" in base al numero dei mutanti osservati.
L'intuizione che la selezione naturale abbia effetto sui batteri avrà in seguito profonde conseguenze, ad esempio, nella comprensione dello sviluppo di resistenze agli antibiotici nei batteri.
Questo esperimento diede l'avvio alla genetica dei batteri che si dimostrò cruciale per lo sviluppo della biologia molecolare.
I risultati di questo esperimento furono pubblicati sulla rivista Genetics nel 1943.